# Bodovce
Bodovce (in tedesco Bodensdorf, in ungherese Bodonlaka) è un comune della Slovacchia facente parte del distretto di Sabinov, nella regione di Prešov.

## Storia
Sorto nel XII secolo, nel 1427 appartenne ai nobili locali Thekuly. Dal XVI al XIX secolo fu un feudo degli Zomboryi.